# Carinodes toros
Carinodes toros är en stekelart som först beskrevs av Cresson 1868.  Carinodes toros ingår i släktet Carinodes och familjen brokparasitsteklar. Inga underarter finns listade.